# Top 12 de la URBA 2024
El Top 12 de la URBA de 2024 fue la 122.ª edición del máximo torneo de rugby 15 masculino de la Unión de Rugby de Buenos Aires (URBA). Participan nueve equipos de la Provincia de Buenos Aires, dos equipos de la Ciudad de Buenos Aires y un equipo de la ciudad de Rosario. La iniciación fue programada para el 6 de abril, en tanto que la fecha de la final fue establecida para el 26 de octubre.
Esta temporada jugaron los ascendidos Regatas de Bella Vista y Champagnat, que reemplazaron a los descendidos Pucará y La Plata.
Finalizado el torneo se consagró campeón Alumni que superó en la final a Belgrano Athletic Club. Los equipos que descendieron fueron Champagnat y Atlético del Rosario.

## Equipos participantes
| Equipo                                    | Localidad (cancha)     | Provincia/CABA                         | Pos. 2023                     | Part. |
| ----------------------------------------- | ---------------------- | -------------------------------------- | ----------------------------- | ----- |
| Asociación Alumni                         | Malvinas Argentinas    | Provincia de Buenos Aires              | Subcampeón                    | 27    |
| Atlético del Rosario                      | Rosario                | Santa Fe                               | 10.º                          | 23    |
| Belgrano Athletic Club                    | Ciudad de Buenos Aires | Ciudad Autónoma de Buenos Aires (CABA) | 6.º                           | 20    |
| Buenos Aires CRC                          | San Fernando           | Provincia de Buenos Aires              | 8.º                           | 4     |
| Champagnat                                | Partido del Pilar      | Provincia de Buenos Aires              | Ascendido                     | 12    |
| Club Atlético San Isidro (CASI)           | San Isidro             | Provincia de Buenos Aires              | 7.º                           | 28    |
| Club Universitario de Buenos Aires (CUBA) | Malvinas Argentinas    | Provincia de Buenos Aires              | 5.º                           | 22    |
| Hindú Club                                | Don Torcuato           | Provincia de Buenos Aires              | Semifinalista                 | 28    |
| Newman                                    | Benavídez              | Provincia de Buenos Aires              | Semifinalista                 | 26    |
| Regatas de Bella Vista                    | Bella Vista            | Provincia de Buenos Aires              | Campeón Primera A (ascendido) | 21    |
| San Isidro Club (SIC)                     | San Isidro             | Provincia de Buenos Aires              | Campeón                       | 28    |
| San Luis                                  | La Plata               | Provincia de Buenos Aires              | 9.º                           | 24    |

## Forma de disputa y reglamentaciones
El campeonato está dividido en dos etapas, la etapa regular y la etapa eliminatoria.
Etapa regular
Los equipos se enfrentan entre sí con formato de todos contra todos a dos ruedas (22 fechas). Se otorgan cuatro (4) puntos por victoria, dos (2) por empate y ninguno (0) en caso de derrota. También se otorga punto bonus:
- El punto bonus ofensivo se da cuando un equipo logra por lo menos tres tries más que su rival.
- El punto bonus defensivo se da cuando un equipo pierde por una diferencia de hasta siete puntos.

Los cuatro mejores equipos avanzan directamente a las semifinales.
Etapa eliminatoria
Los equipos ubicados primero y segundo enfrentarán al cuarto y tercero respectivamente y los ganadores avanzan a la final para determinar al campeón.
Descensos y ascensos
Los equipos ubicados en el 11.º y 12.º puesto en la etapa regular descenderán directamente a la Primera División A, mientras que ascenderán al Top 12 de 2025 el campeón de la Primera División A y el ganador del torneo reducido entre los equipos ubicados del segundo al quinto lugar.

## Tabla de posiciones
Actualizado al 06/10/2024 (completada etapa regular)
| Pos. | Progr. | Equipo               | Encuentros | Encuentros | Encuentros | Encuentros | Tantos | Tantos | Tantos | Puntos bonus | Puntos |
| Pos. | Progr. | Equipo               | PJ         | PG         | PE         | PP         | F      | C      | Dif    | Puntos bonus | Puntos |
| ---- | ------ | -------------------- | ---------- | ---------- | ---------- | ---------- | ------ | ------ | ------ | ------------ | ------ |
| 1.º  | Igual  | Newman               | 22         | 17         | 0          | 5          | 749    | 501    | 248    | 9            | 77     |
| 2.º  | (1)    | SIC                  | 22         | 17         | 1          | 4          | 661    | 459    | 202    | 5            | 75     |
| 3.º  | (1)    | Alumni               | 22         | 17         | 0          | 6          | 627    | 502    | 125    | 9            | 73     |
| 4.º  | (2)    | Belgrano Athletic    | 22         | 15         | 0          | 7          | 720    | 539    | 181    | 11           | 71     |
| 5.º  | Igual  | CASI                 | 22         | 13         | 1          | 8          | 740    | 521    | 219    | 14           | 68     |
| 6.º  | Igual  | Hindú                | 22         | 10         | 1          | 11         | 493    | 604    | -111   | 5            | 47     |
| 7.º  | Igual  | San Luis             | 22         | 10         | 0          | 12         | 487    | 572    | -85    | 7            | 47     |
| 8.º  | Igual  | CUBA                 | 22         | 8          | 1          | 13         | 602    | 572    | 30     | 12           | 46     |
| 9.º  | Igual  | Buenos Aires CRC     | 22         | 8          | 1          | 13         | 496    | 615    | -119   | 7            | 41     |
| 10.º | Igual  | Regatas              | 22         | 8          | 1          | 13         | 457    | 519    | -62    | 7            | 41     |
| 11.º | Igual  | Champagnat           | 22         | 2          | 2          | 18         | 466    | 748    | -282   | 9            | 21     |
| 12.º | Igual  | Atlético del Rosario | 22         | 3          | 2          | 17         | 498    | 844    | -346   | 3            | 19     |

 Fuente: URBA
|  | Clasificados a las semifinales. |
|  | Descienden a 1.ª División A.    |

### Fase eliminatoria
6 de abril al 5 de octubre
|  | Semifinales       | Semifinales |        |                   | Final | Final |  |
|  |                   |             |        |                   |       |       |  |
|  |                   |             |        |                   |       |       |  |
|  | Newman            | 27          |        |                   |       |       |  |
|  | Newman            | 27          |        |                   |       |       |  |
|  | Belgrano Athletic | 28          |        |                   |       |       |  |
|  | Belgrano Athletic | 28          |        | Belgrano Athletic | 17    |       |  |
|  |                   |             |        | Belgrano Athletic | 17    |       |  |
|  |                   |             | Alumni | 20                |       |       |  |
|  | SIC               | 21          | Alumni | 20                |       |       |  |
|  | SIC               | 21          |        |                   |       |       |  |
|  | Alumni            | 30          |        |                   |       |       |  |
|  | Alumni            | 30          |        |                   |       |       |  |
|  |                   |             |        |                   |       |       |  |

- Todos los horarios corresponden al huso horario local UTC -03:00.

#### Semifinales
19 y 20 de octubre
| 19 de octubre de 2024 | Newman | 27 - 28 | Belgrano Athletic |             |             |
| 15:30                 |        |         |                   | Árbitro(s): | Árbitro(s): |

| 20 de octubre de 2024 | SIC | 21 – 30 | Alumni |             |  |
|                       |     |         |        | Árbitro(s): |  |

#### Final
26 de octubre 
| 26 de octubre de 2024                                         | Belgrano Athletic | 17 - 20 | Alumni | CASI, San Isidro                                               |                                                                |
| 17:30                                                         | Juan Landó; Pedro Arana, Tomás Etchepare, Martín Ramón Arana y Ignacio Díaz; Juan Aparicio y Tomás Cubelli; Joaquín Moro, Julián Rebussone y Joaquín De la Serna; Augusto Vaccarino y Juan Penoucos; Lisandro García Draghi, Francisco Lusarreta y Francisco Ferronato (capitán). Entrenadores: Guillermo Tremenzzani, Francisco Gradín y Luis Gradín. Try Augusto Vaccarino 27' Joaquín Moro 42' Conversión (2/2) Juan Landó 28', 43' Penales (1/4) Juan Landó 4' Drop Goal (0/2) Juan Landó | Reporte | Santiago González Iglesias; Santiago Pernas, Tomás Cubilla, Franco Battezzati y Ramón Fuentes; Joaquín Díaz Luzzi y Tomás Passerotti; Santiago Montagner, Patricio Anderson e Ignacio Cubilla; Bernardo Quaranta y Manuel Mora; Bautista Vidal, Tomás Bivort (capitán) y Federico Lucca. Entrenadores: Rodrigo Jiménez Salice y Hernán Bellatore. Try Penal 47' Try Ramón Fuentes 69' Conversión (1/1) Joaquín Díaz Luzzi 70' Penales (1/3) Joaquín Díaz Luzzi 30' Drop Goal (1/1) Joaquín Díaz Luzzi 86' | Asistencia: 10.000 espectadores Árbitro(s): Pablo Deluca (h.). | Asistencia: 10.000 espectadores Árbitro(s): Pablo Deluca (h.). |
| empate 17 - 17, definido a primera diferencia en tiempo extra | |         | |                                                                |                                                                |

|                           |
|                           |
| Campeón Alumni 7.º título |